# Dalkeith
Dalkeith (gael. Dail Cheith) − miasto w południowo-wschodniej Szkocji, ośrodek administracyjny hrabstwa Midlothian, położone nad rzekami South Esk i North Esk, nieopodal ich zbiegu, gdzie dają one początek rzece Esk. W 2011 roku liczyło 12 342 mieszkańców.